# Асеновці
Асе́новці (болг. Асеновци) — село в Плевенській області Болгарії. Входить до складу общини Левський.

## Населення
За даними перепису населення 2011 року у селі проживали 1336 осіб.
Національний склад населення села:
| Національність   | Кількість осіб | Відсоток |
| ---------------- | -------------- | -------- |
| болгари          | 615            | 70,4%    |
| турки            | 116            | 13,3%    |
| цигани           | 96             | 11,0%    |
| інша             | 34             | 3,9%     |
| не визначились   | 13             | 1,5%     |
| Всього відповіли | 874            |          |

Розподіл населення за віком у 2011 році:
Динаміка населення: